# Peromyscus truei
Peromyscus truei походить із південного заходу Сполучених Штатів і Нижньої Каліфорнії в Мексиці. Ці миші середнього розміру часто відрізняються відносно великими вухами. Ареал цього виду простягається від південного Орегону та Вайомінгу на півночі та простягається на південь приблизно до кордону США та Мексики, з окремою популяцією, відомою як миша Пало Дуро (Peromyscus truei comanche), яка займає територію поблизу Пало Каньйон Дуро в Техасі. P. truei можна знайти в різноманітних місцях існування. Хоча вони віддають перевагу скелястим схилам і ялівцевим лісам, вони також зустрічаються в пустелях, лісах і трав’янистих рівнинах.

## Морфологічна характеристика
Ці гризуни мають довге шовковисте хутро, яке змінюється від жовто-коричневого до темно-сірого на спині та набуває білуватих відтінків знизу та на лапах. Іноді є пляма на грудях кольору вохри. Хвіст коротковолосий, але пухнастий на кінці і має темну смужку зверху. Вуха і задні лапи великі. Розміри мишей різняться залежно від місця розташування. У західних частинах ареалу вони, як правило, мають довший хвіст, менший розмір тіла, менші вуха та менші задні лапи, ніж тварини на сході. Вибрані вимірювання в окрузі Керн показали довжину тіла 99 мм, довжину хвоста 106 мм, довжину задніх лап 23,9 мм і довжину вуха 23,4 мм. Наступні розміри були визначені в окрузі Валенсія: довжина тіла 100 мм, довжина хвоста 88 мм, довжина задніх лап 23,1 мм і довжина вуха 23,7 мм. Середня вага 20 грамів.

## Спосіб життя
Зазвичай живе в гніздах під камінням, іноді на деревах. Веде нічний спосіб життя і добре лазить, використовуючи свій довгий хвіст для підтримки рівноваги. Дослідження показали, що P. truei менш активні в місячні ночі, ймовірно, через підвищений ризик виявлення хижаками, коли довкілля яскравіше. Сезон розмноження може тривати протягом усього року, але досягає піку з квітня по червень. Після періоду вагітності, який триває приблизно 26 днів, самиця народжує від трьох до шести голих молодих тварин, які стають волохатими через 14 днів. За виховання дитинчат відповідає виключно самиця. Через чотири тижні їх відлучають від грудей.
Взимку польова миша воліє харчуватися насінням ялівцю (Juniperus) і різними ягодами, а восени — жолудями (Quercus). Вони часто риють нори в землі поблизу своїх будинків і відкладають туди їжу, щоб мати достатню кількість навіть під час низького врожаю. Гриби (Fungi) і безхребетні (Evertebrata) також є частиною їхнього раціону. Вони здатні виживати за дуже обмежених запасів води, що є критичним для їхнього виживання в сухих середовищах існування, які вони займають. Було виявлено, що після лісових пожеж миші залишаються на краю згорілої ділянки і не повертаються на пошкоджену ділянку.